# As Man Made Her
As Man Made Her er en amerikansk stumfilm fra 1917 af George Archainbaud.

## Medvirkende
- Gail Kane som Claire Wilson
- Frank Mills som Mason Forbes
- Gerda Holmes som Grace Hughes
- Edward Langford som Harold Forbes
- Miss Layton